# Tram ATM serie 5000 (Milano)
Le vetture tranviarie serie 5000 dell'ATM di Milano erano una serie di vetture a carrelli costruite negli anni precedenti la Seconda guerra mondiale.

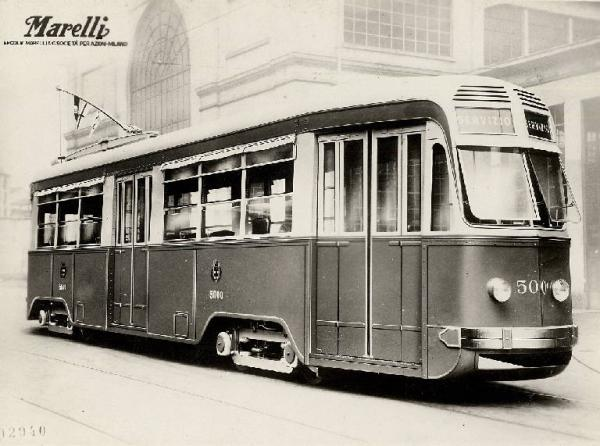
Fotografia tratta dall'Archivio Marelli, 1936

## Storia
Consegnate tutte e cinquecento le Ventotto di serie nel 1930, l'ATM fu in grado di rinnovare in larga parte il proprio parco mezzi, composto fino ad allora prevalentemente da Edison (realizzate fra il 1893 e il 1910). Tuttavia già dalla metà degli anni trenta si pose il problema di un ulteriore rinnovo e potenziamento del parco rotabili, da un punto di vista più prettamente tecnico e dei materiali, a cui si sarebbero dovute rifare le nuove future motrici tramviarie. L'ingegnere Renato Ferrari, all'epoca Capo Servizio Materiale Mobile e Direttore dell'Officina e dei Depositi ATM, cominciò nel 1935 gli studi per una nuova vettura tramviaria, ispirata nel disegno e nella concezione alle PCC americane. La motrice tramviaria, costruita interamente presso le Officine Teodosio di ATM, venne terminata per il 1936.
La nuova vettura, numerata 5000, era stata realizzata quasi interamente con profilati in leghe d'alluminio, tenuti insieme da bulloni; la struttura portante, di tipo reticolare, presentava un rivestimento esterno in lamierino d'alluminio, a sua volta incollato su pannelli di legno compensato. Il telaio portante era in lamiera saldata, mentre le barre equilibratrici e le boccole erano in lega leggera. I carrelli erano di tipo Commonwealth, analoghi a quelli delle Ventotto, mentre i motori (quattro, di tipo Milano 36, da 26 kW l'ora) erano sospesi al telaio del carrello, trasmettendo il moto agli assi attraverso giunti cardanici a doppia riduzione. L'avviatore - di fabbricazione Marelli come i motori - era automatico a contattori elettromagnetici VA Westinghouse.
Nel 1936 l'ingegner Ferrari mise a punto un secondo prototipo, costituito questa volta da una struttura reticolare di profilati d'acciaio. Questo secondo prototipo riprendeva sostanzialmente il disegno del frontale e dell'arredamento dalla precedente 5000, ammorbidendone tuttavia le linee estetiche ed eliminandone gli spigoli. La piattaforma posteriore venne completamente ridisegnata, dal momento che nel frattempo si era optato per l'adozione della salita posteriore, con pagamento all'entrata. Diversi risultavano anche i carrelli, progettati dal TIBB e denominati Milano 36: complessivamente la vettura risultò relativamente alterata nelle sue dimensioni, leggermente più larga e leggermente meno lunga. Una delle caratteristiche più evidenti della 5001 era la portiera centrale a quattro ante rotanti e indipendenti, sul modello anch'esso delle PCC americane; tale prerogativa, che non venne applicata sulle vetture di serie, non ebbe tuttavia lunga durata nemmeno sulla 5001. La nuova vettura venne presentata ufficialmente alla Fiera Campionaria del 1937.
Nel 1937 venne decisa la costruzione di sessanta vetture tramviarie di serie, che riprendessero quanto sperimentato e applicato sulla 5001. La commessa delle casse venne ripartita su tre fornitori: la Breda (vetture 5002-5031), le Officine Elettroferroviarie Tallero (vetture 5032-5046) e le Officine Meccaniche (vetture 5047-5061). I carrelli vennero forniti dal TIBB, mentre l'equipaggiamento elettrico dalla Marelli.

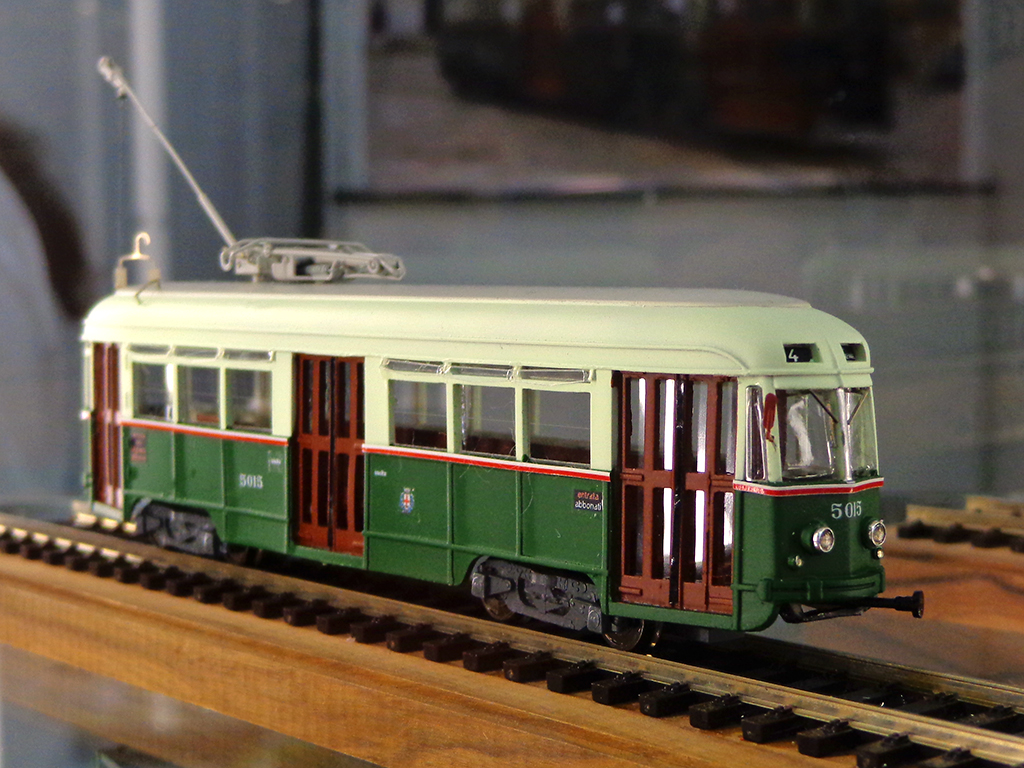
Modello in scala H0, prodotto dalla ditta N3C

Nel 1942 ne venne realizzata una versione articolata a 2 casse, la serie 4500. La migliore visibilità ottenuta col frontale delle 4500 portò ATM nel 1942 a stabilire una modifica analoga per tutte le vetture della serie 5000, la cui applicazione sarebbe stata tuttavia bloccata dai tragici bombardamenti dell'anno successivo. A causa dell'impiego di leghe leggere nella struttura portante della cassa, le 5000 risultarono le vetture tramviarie che riportarono i danni più consistenti in seguito ai bombardamenti del 1943: su sessantadue vetture, se ne sarebbero infatti salvate solo 24. Delle altre unità, di cui si erano salvati praticamente solo i carrelli, si riuscì - oltre a questi - a recuperare con fatica indotti, armature dei motori, comandi e altre componenti che avrebbero dato origine tra il 1947 e il 1951 alla nuova serie 5100 (costituita da 37 unità).
Le 5000 che erano sopravvissute ai bombardamenti prestarono servizio per altri due decenni. Agli inizi degli anni cinquanta ATM attuò un piano di revisione generale per l'intera serie superstite, in cui venivano unificati gli arredi e i frontali, questi ultimi secondo un ulteriore disegno che derivava da quello solo parzialmente applicato del 1942. In occasione di queste modifiche venne soppressa l'apertura a compasso dei deflettori laterali, giudicata problematica, e le prese d'aria poste al di sopra delle velette e della piattaforma posteriore. Per gli interni vennero installate panche in legno longitudinali e illuminazione a lampade analoga a quella già in uso alle Ventotto. Già in origine assegnate a Leoncavallo, le 5000 vi rimasero anche all'indomani della guerra, assegnate perlopiù ad un ristretto numero di linee come il 17 (piazzale Maciachini - via Sire Raul), il 18 (via Ampére / via Pacini - Baggio), l'Interstazionale 25/26 e il 27 (Stazione Nord (in seguito piazza VI Febbraio) - Stazione Lambrate).
In vista di un'ormai prossima radiazione, nel 1972 l'ATAN di Napoli ottenne la vettura 5003 per poterla provare sulla propria rete tramviaria. L'idea iniziale era quella di poter acquistare l'intero lotto di vetture, in modo da poter sostituire le vecchie Peter Witt. La vettura venne portata a Genova su carrellone stradale, e da lì imbarcata fino a Napoli, dove - sempre su carrellone stradale - raggiunse il Deposito di Fuorigrotta. Vi sarebbe rimasta fino al 1977, per essere in seguito demolita. La vettura risultò infatti incompatibile con la rete partenopea, e l'ATAN preferì intervenire nel rimodernare i propri tram, piuttosto che programmare interventi di adeguamento della rete o di adattamento delle 5000 milanesi. Queste terminarono quindi fra il 1975 e il 1976 a Milano il proprio servizio, venendo in seguito demolite. Una vettura, la 5015, finì in un oratorio di Gaggiano, usata come spogliatoio e magazzino: venne demolita nel 1982.

## La 5000 nel modellismo
Negli anni cinquanta la 5000 fu riprodotta in scala H0 dalla Rivarossi.